# 五十鈴ケ丘駅
五十鈴ケ丘駅（いすずがおかえき）は、三重県伊勢市黒瀬町にある、東海旅客鉄道（JR東海）参宮線の駅である。
快速「みえ」は、伊勢市駅 - 鳥羽駅間を各駅に停まる列車（午前中の上りと夕方以降に運転）のみ停車する。

## 歴史
建設費全額分の利用債を地元が引き受けて建設された。
- 1963年（昭和38年）4月1日：国鉄参宮線伊勢市駅 - 二見浦駅間に新設[1][3]。旅客のみ取扱う無人駅[4]。
- 1987年（昭和62年）4月1日：国鉄分割民営化に伴い、JR東海の駅となる[1]。

## 駅構造
単式ホーム1面1線を有する地上駅。
伊勢市駅管理の無人駅。駅舎は無く、ホーム上に待合所が設置されている。

## 利用状況
「三重県統計書」によると、近年の1日平均乗車人員の推移は以下の通り。
| 年度   | 1日平均 乗車人員 |
| ------ | ---------------- |
| 1998年 | 262              |
| 1999年 | 251              |
| 2000年 | 244              |
| 2001年 | 253              |
| 2002年 | 238              |
| 2003年 | 232              |
| 2004年 | 241              |
| 2005年 | 229              |
| 2006年 | 228              |
| 2007年 | 206              |
| 2008年 | 209              |
| 2009年 | 228              |
| 2010年 | 248              |
| 2011年 | 258              |
| 2012年 | 256              |
| 2013年 | 264              |
| 2014年 | 250              |
| 2015年 | 253              |
| 2016年 | 286              |
| 2017年 | 275              |
| 2018年 | 268              |
| 2019年 | 252              |

## 駅周辺
- 三重県立宇治山田商業高等学校
- 伊勢学園高等学校：旧称「伊勢女子高等学校」
- 伊勢市立浜郷小学校
- 浜郷保育所
- いせトピア
- ダイムスタジアム伊勢（伊勢市倉田山公園野球場）
- 伊勢市消防本部
- 国道23号
- 加努弥神社
- 三重交通・おかげバス 山商口バス停

## 隣の駅
東海旅客鉄道（JR東海）
■参宮線
■快速「みえ」
通過
■快速「みえ」（朝夕の一部列車）
伊勢市駅 - 五十鈴ケ丘駅 - 二見浦駅
■普通
伊勢市駅 - 五十鈴ケ丘駅 - 二見浦駅